# Tephritis arnicae
Tephritis arnicae är en tvåvingeart som först beskrevs av Carl von Linné 1758.  Tephritis arnicae ingår i släktet Tephritis och familjen borrflugor. Arten är reproducerande i Sverige. Inga underarter finns listade i Catalogue of Life.

## Bildgalleri

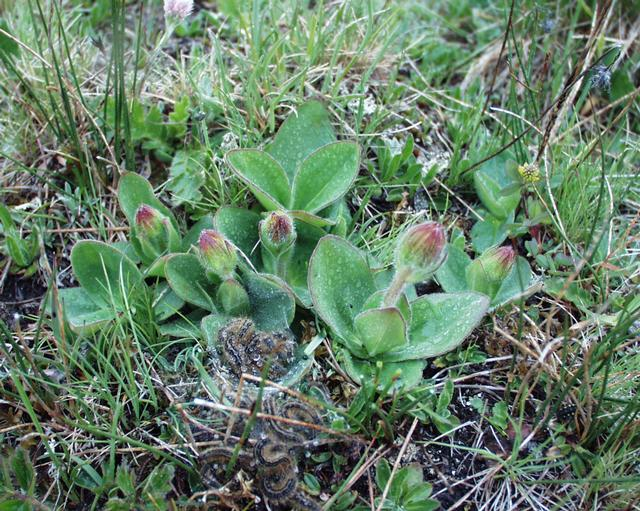
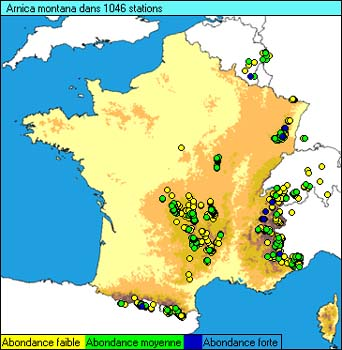